# Dignitatis Humanae Institute
Das Dignitatis Humanae Institute (DHI) ist eine Organisation, die nach eigenen Angaben „auf der Grundlage der Erkenntnis, dass der Mensch im Ebenbild Gottes geschaffen“ sei, die „jüdisch-christlichen Grundlagen der westlichen Zivilisation verteidigen“ will. Sitz der Organisation ist Rom. In der Presse wurde das DHI als „ultrakonservative katholische Denkfabrik“ bezeichnet.

## Zielsetzung und Herleitung des Namens
Das DHI versteht sich als Antwort auf eine angebliche säkularistische Intoleranz gegenüber Christen aller Konfessionen, die zu einer Vielzahl von Angriffen auf die Menschenwürde geführt habe. Sein Name leitet sich von der Erklärung des Zweiten Vatikanischen Konzils über die Religionsfreiheit, Dignitatis humanae („Würde des Menschen“) ab, die Papst Paul VI. am 7. Dezember 1965 promulgierte. Wesentliche Inhalte der Erklärung sind die allgemeine Grundlegung der Religionsfreiheit und deren Betrachtung im Licht der Offenbarung.

## Geschichte
Die Organisation wurde am 8. Dezember 2008 in Brüssel von Benjamin Harnwell zusammen mit Nirj Deva gegründet, einem Mitglied des EU-Parlaments. Später siedelte es nach Rom um.
Den Anstoß zur Gründung des DHI soll die gescheiterte Bewerbung des italienischen Politikers Rocco Buttiglione für die EU-Kommission gegeben haben. Buttiglione war 2004 als Europaminister im Kabinett Silvio Berlusconis von der italienischen Regierung als Vizepräsident der Kommission vorgeschlagen worden. In einer Anhörung des EU-Parlaments hatte er daraufhin die Ansicht vertreten, Homosexualität sei „Anzeichen für moralische Unordnung“, und die Familie diene vor allem dazu, dass Frauen in einem geschützten Raum Kinder bekommen könnten. Dies provozierte so viel Protest, dass Buttiglione auf seine Kandidatur verzichtete. Unterstützer Buttigliones wandten ein, dieser habe lediglich die Lehre der katholischen Kirche vertreten und würde nun von der säkularen Öffentlichkeit verurteilt.
Benjamin Harnwell steht dem rechtskonservativen US-amerikanischen Publizisten und ehemaligen Trump-Berater Stephen Bannon nahe. Zudem wurde das DHI von dem traditionalistischen US-Kardinal Raymond Leo Burke unterstützt, bis sich dieser 2019 nach einem Zerwürfnis mit Bannon von der Organisation distanzierte. 

### Kartause Trisulti
Anfang 2018 konnte das DHI nach Zustimmung des italienischen Kulturministeriums unter dem MoVimento-5-Stelle-Politiker Alberto Bonisoli (im Kabinett Conte) die mittelalterliche und als „einer der schönsten Orte Italiens“ bezeichnete Kartause Trisulti (seit 1873 Monumento nazionale) für € 100.000 Pacht pro Jahr als Fortbildungs-, Schulungs- und Veranstaltungsstätte sowie Studienzentrum übernehmen; Stephen Bannon und Benjamin Hartwell wollten hier eine Kaderschmiede für nationalistisch gesinnte Politiker traditionalistische Katholiken im Sinne der Ideen der „Konservativen Revolution“ aufbauen. Die Absolventen sollten in den Medien, bei politischen Kampagnen oder als leitende Angestellte in Regierungen tätig sein.
Benjamin Harnwell erläuterte, das neue Institut werde „halb mittelalterlicher Campus, halb Gladiatorenschule“ und die „geistige Heimat von Bannons Gedankengut“ darstellen. Man wolle „das spirituelle Zuhause des Bannonismus sein“. Zur Finanzierung wandte sich Harnwell über Bannon an rechtsgerichtete amerikanische Stiftungen und an den amerikanischen Präsidenten Donald Trump.
Im Mai 2019 leitete das italienische Kultusministerium ein Verfahren zum Entzug der Pacht wegen der „Verletzung vertraglicher Verpflichtungen“ ein. Einem Bericht zufolge wurde Dignitatis Humanae unter anderem vorgeworfen, ein gefälschtes Gutachten zum Finanzierungsplan vorgelegt zu haben. Mitte März 2021 entschied das Oberste Verwaltungsgericht nach einem Rechtsstreit über mehrere Instanzen, die Stiftung müsse die gemietete Liegenschaft räumen. Im Juli 2021 wurde der Pachtvertrag mit der Übergabe des Objekts an den italienischen Staat rechtskräftig aufgelöst.

## Struktur

### Präsidentschaft
Leiter und Präsident ist der Brite Benjamin Harnwell, ein früherer Mitarbeiter des EU-Parlaments. Ehrenpräsident war zunächst der frühere vatikanische Spitzendiplomat Renato Raffaele Kardinal Martino, der im Januar 2019 den Ehrenvorsitz niederlegte. Sein Nachfolger Raymond Leo Burke beendete bereits im Juni 2019 die Zusammenarbeit mit dem Institut und distanzierte sich gleichzeitig von Bannon.

### Beirat
Zum Beirat gehören unter anderen Kurienkardinal Robert Sarah und Kardinal Walter Brandmüller.

### Schirmherrschaften (Auswahl)
- Gründungspate („Founding Patron“) war Rocco Buttiglione.
- Matthew Festing († 2021), bis  2017 Großmeister des Malteserordens
- Otto von Habsburg († 2011)
- Kurienbischof Marcelo Sánchez Sorondo

Anfang März 2017 legte nach einem kritischen Bericht in der Christ und Welt der CDU-Politiker und ehemalige EU-Parlamentspräsident Hans-Gert Pöttering seine 2013 auf Empfehlung des römischen Kardinals Renato Raffaele Martino übernommene Schirmherrschaft über die Organisation nieder. Das Institut, so Pöttering zur Begründung, unterhalte Verbindungen zu „Personen in Amerika, aber auch hier aus dem Bereich der Kirche“, mit denen er „nicht identifiziert werden müsste“.

### Finanzierung
Die Organisation finanziert sich aus Spenden.

## Allgemeine Erklärung der Menschenwürde
Bei seiner Gründung veröffentlichte das DHI am 8. Dezember 2008 eine Universal Declaration of Human Dignity („Allgemeine Erklärung der Menschenwürde“). Darin wird „die Anerkennung der Tatsache, dass das eigene Menschsein nach dem Ebenbild Gottes geschaffen wurde“ als „vorrangiges Menschenrecht“ bezeichnet.

## Veranstaltungen
Das DHI veranstaltete jährliche Kongresse zu bestimmten Themen:
- 2012 (Im römischen Büro des Europäischen Parlaments): The Role of Christians in the Public Square („Die Rolle der Christen in der Öffentlichkeit“)

- 2013 (im Palazzo Casino di Pio IV., mit einer Audienz beim Papst): Squeezed between European and national legal orders: Is there room for Christianity? („Zwischen europäische und nationale Rechtsordnungen gepresst: Gibt es Raum für die Christenheit?“)

- 2014: (im Palazzo Casino di Pio IV.) Poverty and the Common Good: Putting the "preferential option for the poor" at the service of human dignity („Armut und das Gemeinwohl: Die ‚Option für die Armen‘ im Dienste der Menschenwürde“)

- 2015: The persecuted church: discipleship in the 21st century („Die verfolgte  Kirche: Jüngerschaft im 21. Jahrhundert“)[19]